# Muddaballi, Koppal
Muddaballi là một làng thuộc tehsil Koppal, huyện Koppal, bang Karnataka, Ấn Độ.